# Осипова, Александра Ивановна
Алекса́ндра Ива́новна О́сипова, по мужу Беклешова (1805/1806 — 1864) — русская дворянка, адресат стихотворения А. С. Пушкина «Признание».

## Биография
Александра Ивановна Осипова была дочерью Ивана Сафоновича Осипова от первого брака. После смерти матери её отец женился во второй раз на Прасковье Александровне Осиповой, которая занималась воспитанием своей падчерицы вместе с другими детьми.
Поэт Александр Пушкин познакомился с ней осенью 1824 года в селе Тригорском. Отношения с Александрой Осиповой переросли в увлечение, что отразилось в посвящённом ей стихотворении «Признание» и последующей их переписке.
5 февраля 1833 года вышла замуж за Петра Николаевича Беклешова, который в то время был псковским полицмейстером. По воспоминаниям младшей сестры Марии Осиповой Беклешов обладал «характером грубым и вспыльчивым». У супругов было два сына Леонид (1837—?) и Евгений (1839—?) и дочь Елизавета (1833—?).
В начале 1860-х годов Александра Ивановна работала учительницей музыки в Псковском мариинском училище, а затем переехала в Петербург, где и скончалась в 1864 году.